# Richard Kasper
Richard Kasper (* 7. Februar 1932 in Quadrath; † 25. November 2019 in Landau-Kothingeichendorf) war ein deutscher Politiker (SPD).

## Leben und Beruf
Nach dem Besuch der Volksschule absolvierte er eine Schlosserlehre. Er erhielt ein Stipendium an der Akademie der Arbeit an der Universität Frankfurt/Main. Ab 1958 war er bei der Industriegewerkschaft Bergbau und Energie als Jugend- später als Rechtsschutzsekretär tätig. Seit 1954 war er Mitglied der SPD und seit 1947 Mitglied der Industriegewerkschaft Bergbau und Energie. Kasper war verheiratet.

## Abgeordneter
Vom 24. Juli 1966 bis 28. Mai 1980 war Kasper Mitglied des Landtags des Landes Nordrhein-Westfalen. Er wurde jeweils im Wahlkreis 011 Bergheim direkt gewählt.
Ratsmitglied der Gemeinde Quadrath-Ichendorf war Kasper von 1960 bis 1974. Dem Kreistag des Kreises Bergheim (Erft) gehörte er von 1960 bis 1979 an.

## Öffentliche Ämter
Von Oktober 1964 bis Dezember 1974 war er Landrat des Kreises Bergheim/Erft und von 1962 bis 1974 Bürgermeister der Gemeinde Quadrath-Ichendorf.

## Sonstiges
- 1973 wurde ihm das Bundesverdienstkreuz am Bande und 1980 das Bundesverdienstkreuz I. Klasse verliehen.